# Dicroísmo

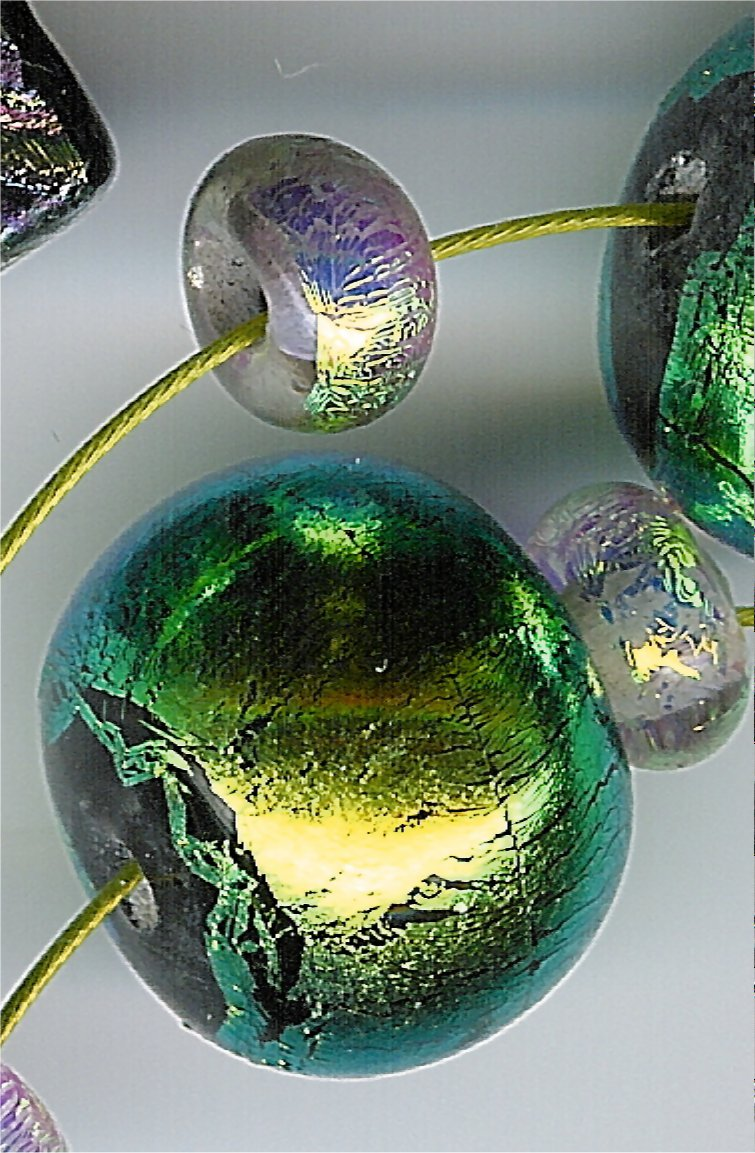
Cuentas de vidrio para lámparas con propiedades dicroicas.

Dicroísmo posee dos significados relacionados, pero diferentes, en el campo de la óptica. 
Una primera acepción es la propiedad de aquellos materiales capaces de dividir un haz de luz policromática en diversos haces monocromáticos con distintas longitudes de onda (no debe confundirse con el fenómeno óptico de dispersión refractiva). La segunda acepción se refiere a aquellos materiales que al recibir un rayo luminoso con diferentes planos de polarización absorben en distinta proporción cada uno de ellos tras la reflexión.

## Una palabra, dos significados
Este doble significado de la palabra dicroico empleada frecuentemente en física (en concreto en el campo de la óptica) se ha intentado inferir por el contexto. Por esta razón, cuando se habla de un espejo, un filtro o un separador de rayos se refiere al concepto dicroico en el significado de separación de los colores; sin embargo, cuando se habla de un cristal o material que muestra diferentes grados de absorción en función de la polarización se entiende que está refiriéndose al segundo significado.

### Separación en diferentes colores
La etimología de la palabra dicroico proviene del griego dikhroos que traducido viene a significar "dos colores", haciendo de esta forma referencia a cualquier dispositivo óptico capaz de dividir un haz luminoso en dos, o más, haces con diferentes longitudes de onda (o lo que es lo mismo, en "dos o más colores"). Entre tales dispositivos se incluyen los espejos y los filtros dicroicos, tratados generalmente con recubrimientos ópticos, diseñados para reflejar la luz con un determinado intervalo de longitudes de onda y transmitir a través de ellos la luz que no pertenezca a dicho intervalo; esta operación separa la luz en dos colores.
Un ejemplo de este tipo de materiales es el prisma dicróico, empleado en algunas videocámaras que suelen emplear tres tipos diferentes de recubrimiento para separar los rayos luminosos en colores específicos: generalmente los componentes rojo, azul y verde para poder así almacenar cada uno en su respectivo CCD (dispositivo de carga acoplada). Este tipo de dispositivo dicroico no suele depender de la polarización de la luz. El término dicromático suele emplearse en este sentido de forma muy habitual.

### Separación del plano óptico
Una segunda acepción de la palabra dicroísmo hace referencia a los materiales capaces de cambiar los estados de polarización de un rayo de luz; de esta forma, cuando la luz viaja a través de estos medios dicroicos experimenta una absorción variable en función de su plano de polarización. El término dicroísmo proviene de las observaciones realizadas en épocas muy tempranas de la teoría óptica sobre ciertos cristales, tales como la turmalina. En estos cristales, el efecto del dicroísmo varía notablemente con la longitud de onda de la luz, haciendo que aparezcan diferentes colores asociados a diferentes planos de polarización. Este efecto es generalmente denominado pleocroísmo, y la técnica se emplea en mineralogía para identificar los diferentes minerales. En algunos materiales, tales como la herapatita (sulfato de iodoquinina), o las películas Polaroid, el efecto no es tan dependiente de la longitud de onda, y, por tanto, el término dicroico no sería demasiado preciso, a pesar de su uso.

## Vidrio dicroico
El vidrio dicroico vino de la industria exploratoria del espacio. Se utiliza, por ejemplo, en cámaras de vídeo en color, para separar la imagen procedente del exterior en los tres colores primarios para ser procesados cada uno en un CCD.

### Proceso de fabricación
En el proceso para la fabricación del vidrio dicróico, se utiliza una cámara de vacío en donde el vidrio, ya en placas y en caliente, se reviste con múltiples capas de óxidos metálicos que son vaporizados sobre el mismo. Se emplean óxidos de metales como titanio, silicio o magnesio, que se depositan en la superficie del vidrio a más de 150 °C en un horno de vacío.
Los colores que el vidrio va a transmitir dependen de los óxidos metálicos que se hayan utilizado para cubrirlo. Dependiendo de los óxidos empleados, al arder emite un color característico de acuerdo a sus propiedades químicas y la intensidad dependerá del oxígeno disponible en el momento del calentamiento, así por ejemplo el litio da rojo, el sodio da un color dorado, el magnesio, unos destellos plateados, el aluminio, blanco plateado, el azufre, un amarillo pardo, el cobre, azul y el bario es el que produce el verde, ahora bien, faltan muchos otros compuestos químicos que funcionan como estabilizadores, retardadores, catalizadores, que dan efectos como corridos, chispas, otros que hacen que el brillo sea más intenso. No obstante, eso depende de la mezcla y de las proporciones, y también hay otros elementos que producen los mismos colores.

### Patrones obtenidos
Los vidrios dicroicos más nuevos llevan impresos unos patrones como cuadrados, círculos, escamas... También se pueden conseguir hilos y varillas de vidrio dicroico. Los óxidos metálicos se vaporizan con un rayo de electrones y el color que resulta está determinado por las composiciones de óxidos individuales; unas capas dicroicas transmiten ciertas olas de luz, mientras reflejan otras, creando un dibujo similar a la iridiscencia observada en el ópalo de fuego, alas de libélula, y hojas de colibrí. El color trasmitido es diferente al color reflejado, y un tercer color se aprecia viendo la pieza dicroica en un ángulo de 45°. Los colores que resultan son puros, saturados, olas sencillas de luz, que parecen originarse desde el interior de la pieza dicroica.

## Espejos dicroicos
El espejo dicroico es aquel que tiene la propiedad de reflejar la luz selectivamente en función de una determinada longitud de onda, siendo la longitud de onda  la distancia entre los puntos de la fase correspondiente a dos ciclos consecutivos de una onda.
Del mismo modo que el sonido es una combinación de tonos de diferentes frecuencias, la luz blanca que nosotros observamos al despertar a la mañana es una combinación de colores diferentes, y son diferentes porque difieren sus longitudes de ondas.
La longitud de onda [λ] se relaciona con la velocidad de la propagación de la luz [v] y la frecuencia [f] y se expresa de la siguiente manera: λ = v / f
El espejo dicroico permite dejar pasar un color y reflejar otro.

## Cristales líquidos
El dicroísmo tiene lugar también como fenómeno óptico en el cristal líquido debido en parte a la anisotropía óptica que presentan las estructuras moleculares de estos materiales, o a la presencia de impurezas (efecto conocido como tinte dicroico, o como efecto huésped-anfitrión).